# Larenz Tate
Pour les articles homonymes, voir Tate.
Larenz Tate, né le 8 septembre 1975 à Chicago, dans l'Illinois aux États-Unis, est un acteur, réalisateur et producteur américain.
Il est surtout connu pour son rôle de Kevin (O-Dog) dans le film Menace II Society sorti en 1993.

## Biographie
Né dans le district de West Side à Chicago, Larenz est le plus jeune des trois frères Tate (ses deux frères, Larron et Lahmard, sont aussi des acteurs). Il a déménagé avec sa famille en Californie quand il avait neuf ans. Ses parents (dont le père Larry Tate est professeur à la Suva Intermediate School de la ville de Bell Gardens en Californie) le poussent à s'essayer au théâtre avec ses deux frères au centre culturel de l'Inner City. Le trio ne prend pas les cours très au sérieux jusqu'à ce que leur camarade de classe Malcolm-Jamal Warner connaisse la célébrité après une participation au très populaire sitcom Cosby Show. Ils en concluent que leurs efforts pourraient les amener au succès : de fait, les frères commencent à se voir attribuer des petits rôles.
En 1985, Larenz fait ses débuts au petit écran dans un épisode de The Twilight Zone - The Series. À la suite de nouvelles apparitions dans des séries télévisées comme 21 Jump Street et Les Années coup de cœur, Larenz participe au casting de The Women of Brewster Place, puis se voit attribuer un rôle récurrent dans la série humoristique populaire La Vie de famille (Family Matters) en 1989. Il joue également dans l'éphémère série The Royal Family, mettant en vedette Redd Foxx et Della Reese. Dans le jeu vidéo 187 Ride or Die, Larenz prête sa voix au personnage principal "Buck". Il est marié à l'actrice Tomasina Parrott avec qui il a eu un petit garçon nommé
Miles Xavier.

## Carrière
Après de nombreux petits rôles, Larenz reçoit des offres plus sérieuses et à la fin de l'année 1992, les frères Albert et Allen Hughes lui demandent de collaborer au tournage de leur premier film Menace II Society. Le film met en scène le désespoir et la décrépitude du quartier déshérité de Watts à Los Angeles ; Larenz trouve une énergie remarquable pour incarner le personnage de Kevin "O-Dog", un adolescent difficile et particulièrement violent prêt à appuyer sur la détente sous n'importe quel prétexte.
Un peu plus tard, Tate apparaît dans la comédie dramatique The Inkwell en 1994 avant de collaborer une seconde fois avec les frères Hughes pour Dead Presidents en 1995. En 1997, il tient le rôle d'un jeune poète romantique dans le film dramatique Jones. Il joue plus tard dans des films tels que The Postman et Why Do Fools Fall in Love en 1998 (rôle de Lymon), et Love Come Down en 2000. Enfin, il se fait largement remarquer dans Biker Boyz (2003), dans Un homme à part (2003) en jouant au côté de Vin Diesel, dans Crash (2004), Ray (2004) où il incarne le rôle de Quincy Jones, et Waist Deep (2006) au côté de Tyrese Gibson.
Larenz tourne aussi dans le clip Rain on Me d'Ashanti en 2003, où il joue le conjoint jaloux et abusif d'Ashanti.

## Filmographie

### comme acteur
- 1989 : The Women of Brewster Place (TV) : Sammy
- 1990 : New Attitude (série télévisée) : Chilly D
- 1991 : Clippers (TV) : Tj
- 1991 : Seeds of Tragedy (TV) : Cornelius
- 1991 : The Royal Family (série télévisée) : Curtis Royal
- 1992 : Le Prince de Bel-Air (série télévisée) : Kenny (saison 3, épisode 3)
- 1993 : Menace II Society : Kevin 'O-Dog'
- 1994 : South Central (en) (série télévisée) : Andre
- 1994 : The Inkwell : Drew Tate
- 1995 : Génération sacrifiée (Dead Presidents) : Anthony Curtis
- 1997 : Petit béguin (Love Jones) : Darius Lovehall
- 1997 : The Postman (The Postman) : Ford Lincoln Mercury
- 1998 : Ménage à quatre (Why Do Fools Fall in Love) : Frankie Lymon
- 2000 : Love Come Down : Neville Carter
- 2002 : Blade II : Le gérant du strip tease à Londres
- 2003 : Biker Boyz : Wood
- 2003 : Un homme à part (A Man Apart) : Demetrius Hicks
- 2004 : Collision (Crash) de Paul Haggis : Peter
- 2004 : Ray : Quincy Jones
- 2006 : Waist Deep : Lucky
- 2014 : Rush
- 2014 : Game of Silence
- 2017-2020 : Power : Rashad Tate
- 2020-2024 : Power Book II: Ghost : Rashad Tate
- 2025 : Michael d'Antoine Fuqua : Berry Gordy

### comme réalisateur
- 2005 : The Hot Spot (vidéo)

### comme producteur
- 2000 : Love Come Down

## Voix françaises
| - Lucien Jean-Baptiste dans : - Postman - Un homme à part - Waist Deep Et aussi - Damien Boisseau dans Menace II Society - Xavier Béja dans Petit béguin - Pascal Casanova dans Biker Boyz - Adrien Antoine dans Collision - Guillaume Lebon dans Ray - Jean-Baptiste Anoumon dans Justified - Sébastien Desjours dans Rush - Gauthier de Fauconval dans Power et Power Book II: Ghost - Eilias Changuel dans Game of Silence |